# Winter Words - Hits and Rareties
Winter Words - Hits and Rareties é um álbum de coletâneas da banda All About Eve (ou ao mesmo uma compilação com o nome da banda) lançado pela antiga gravadora do grupo, a Mercury, sem o consentimento da banda, tendo havido um rompimento não amigável entre as partes um ano antes. Devido aos problemas de contrato, esse álbum não teve apoio dos integrantes, sendo ele deliberadamente lançado na data do lançamento do quarto disco do grupo, Ultraviolet. 
o álbum possui a mais completa antologia do grupo até a época da Mercury, com músicas inéditas que não foram lançadas em discos anteriores. Outra coletânea parecida, The Best of All About Eve, foi lançada em julho de 1999.

## Faixas
1. "Our Summer"
2. "Flowers In Our Hair"
3. "In the Clouds"
4. "Martha's Harbour"
5. "Every Angel"
6. "Wild Hearted Woman"
7. "What Kind of Fool"
8. "Road to Your Soul"
9. "Scarlet"
10. "December"
11. "Farewell Mr Sorrow"
12. "Strange Way"
13. "The Dreamer"
14. "Paradise"
15. "Candy Tree"
16. "Drowning"
17. "Wild Flowers"
18. "Theft"
19. "Different Sky"

## Faixas: The Best of All About Eve
1. "Our Summer"
2. "Lady Moonlight"
3. "Flowers in Our Hair"
4. "Paradise"
5. "Gypsy Dance"
6. "In the Meadow"
7. "Every Angel"
8. "Martha's Harbour"
9. "What Kind of Fool"
10. "Gold and Silver"
11. "Candy Tree"
12. "Road to Your Soul"
13. "Tuesday's Child"
14. "Different Sky"
15. "Farewell Mr. Sorrow"
16. "Wishing the Hours Away"
17. "Are You Lonely"
18. "Share It With Me"